# McCheyne Memorial Church

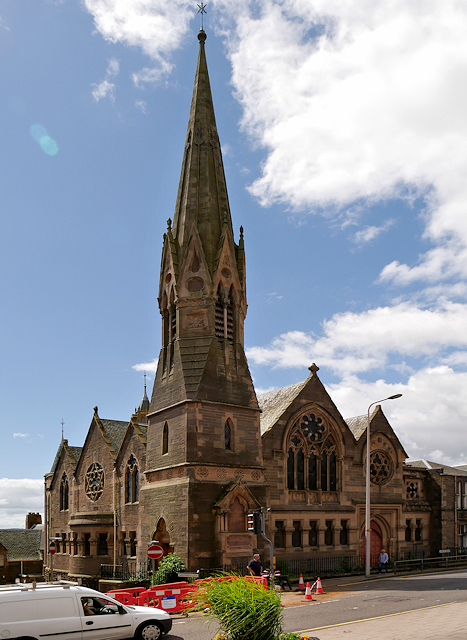
McCheyne Memorial Church

Die McCheyne Memorial Church ist ein profaniertes Kirchengebäude der presbyterianischen Church of Scotland in der schottischen Stadt Dundee in der gleichnamigen Council Area. 1989 wurde das Bauwerk in die schottischen Denkmallisten zunächst in der Kategorie B aufgenommen. Die Hochstufung in die höchste Denkmalkategorie A erfolgte 2002.

## Geschichte
Die McCheyne Memorial Church wurde zwischen 1869 und 1870 errichtet. Für den Entwurf zeichnete der schottische Architekt Frederick Thomas Pilkington verantwortlich. Um 1899 wurde das Gebäude stilgleich erweitert. Die Kirche gedenkt des jung verstorbenen Priesters Robert Murray M’Cheyne, der die Pfarrstelle der nahegelegenen Peterskirche ausfüllte und eine treibende Kraft der schottischen Kirchenspaltung von 1843, der sogenannten „disruption“, war. Später wurde die Gemeinde mit jener der Peterskirche vereint.
1999 wurde die Kirche obsolet. 2004 wurde das Gebäude an einen privaten Investor aus London veräußert. Dieser beabsichtigt, das Kirchengebäude in Ferienwohnungen zu unterteilen. 2001 wurde das ungenutzte Gebäude in das Register gefährdeter denkmalgeschützter Bauwerke in Schottland aufgenommen. 2016 wurde sein Zustand als verhältnismäßig gut bei moderater Gefährdung eingestuft.

## Beschreibung
Das Kirchengebäude steht an der Einmündung des Shepherd’s Loan in die Perth Road westlich des Stadtzentrums. An der nordexponierten Hauptfassade des neogotischen Gebäudes ragt links der Glockenturm auf. Der quadratische Turm verjüngt sich zu einem oktogonalem Grundriss mit polygonalem spitzem Helm und abschließendem schmiedeeisernem Kreuz. An seinem Fuß ist eine granitene Ädikula mit einer Gedenkplatte an M’Cheyne eingelassen. Die beiden Giebel rechts des Turms sind mit einem weiten Maßwerk und zwei Fensterrosen ausgeführt. Am Fuße befindet sich das Spitzbogenportal mit seinen ornamentierten Zwickeln. An der Ostflanke ragen drei Giebel auf.